# Джанкой
Джанкой е град, административен център на Джанкойски район в Северен Крим.
Населението му е 35 693 жители (2014 г.). Намира се в часова зона UTC+2. Площта му е 26 km². МПС кодът му е AK / 01.